# Copa Juan Mignaburu
La Copa Juan Mignaburu, fue un trofeo de fútbol, que disputaron Argentina y Uruguay. Se llevó a cabo en cinco oportunidades entre 1935 y 1943. Se disputó a la par de la Copa Héctor Gómez.

## Origen
La copa lleva el nombre de Juan R. Mignaburu, quien fuera presidente de la Asociación Amateurs de Football, y también del Club Atlético Independiente.

## Historia
Se disputó en cinco oportunidades: 1935, 1936, 1938, 1940 y 1943. Fue obtenida siempre por la Selección Argentina.

### Palmarés
- Argentina (5): 1935, 1936, 1938, 1940 y 1943.

## Detalle de partidos
| Fecha      | Estadio       | Ciudad       | Resultado               | Campeón     |
| ---------- | ------------- | ------------ | ----------------------- | ----------- |
| 15-08-1935 | Independiente | Avellaneda   | Argentina 3 - 0 Uruguay | Argentina   |
| 09-08-1936 | Independiente | Avellaneda   | Argentina 1 - 0 Uruguay | Argentina   |
| 18-06-1938 | River Plate   | Buenos Aires | Argentina 1 - 0 Uruguay | Argentina   |
| 15-08-1940 | River Plate   | Buenos Aires | Argentina 5 - 0 Uruguay | Argentina   |
| 28-03-1943 | River Plate   | Buenos Aires | Argentina 3 - 3 Uruguay | Argentina * |

* Argentina se consagró campeón a pesar de haber empatado debido a que era el campeón vigente.

## Máximos goleadores
| Futbolista           | Selección | Goles |
| -------------------- | --------- | ----- |
| Alberto Zozaya       | Argentina | 3     |
| Juan Andrés Marvezzi | Argentina | 2     |
| José Manuel Moreno   | Argentina | 2     |
| José María Medina    | Uruguay   | 2     |